# Sindrome di Del Castillo
La sindrome di Del Castillo (o sindrome a sole cellule del Sertoli) è una sindrome caratterizzata da sterilità maschile e senza che vi siano anomalie sessuali. È una condizione dei testicoli in cui vi sono solo cellule del Sertoli che rivestono i tuboli seminiferi, comportando l'assenza di spermatozoi. Come una reazione a catena può essere causa di ipogonadismo.

## Caratteristiche
I pazienti con tale condizione presentano generalmente normali caratteristiche maschili secondarie e hanno testicoli normali o di piccole dimensioni.

## Diagnosi
Una biopsia testicolare può confermare l'assenza di spermatozoi. La proteina plasmatica seminale TEX101 è stata proposta per la diagnosi differenziale della condizione dall'arresto della maturazione e dell'ipospermatogenesi.

## Fisiopatologia
La sindrome di Del Castillo ha un'eziologia probabilmente multifattoriale, ed è caratterizzata da spermatogenesi gravemente ridotta o assente, nonostante la presenza sia delle cellule di Sertoli che di Leydig. Una sostanziale sottoinsieme di uomini affetti da questa rara sindrome presenta microdelezioni nella regione Yq11 del cromosoma Y, una zona conosciuta come la regione AZF (fattore di azoospermia). In generale, i livelli di testosterone e ormone luteinizzante (LH) sono normali, ma a causa della mancanza di inibina, appaiono aumentati i livelli di ormone follicolo-stimolante (FSH).

## Trattamento
La condizione, come gli altri casi di azoospermia non ostruttiva, sono gestiti tramite estrazione testicolare dello sperma o biopsia testicolare. Per il recupero degli spermatozoi vitali si può ricorrere alla iniezione intracitoplasmatica dello spermatozoo (ICSI)
Nel 1979, Levin descrisse l'aplasia germinale con spermatogenesi focale, in cui una percentuale variabile di tubuli seminiferi contengono le cellule germinali. È importante discriminare tra le due condizioni quando si prende in considerazione la procedura ICSI.